# Mick van Wely
Mick van Wely (Groningen, 19 februari 1972) is een Nederlands misdaadjournalist  en schrijver. In 2013 werd hij bekend door zijn boek Levenslang: de straf en de daders.

## Leven en werk
Van Wely heeft een Hongaarse moeder en een Nederlandse vader. Hij studeerde geschiedenis en journalistiek aan de Rijksuniversiteit Groningen en in Pécs, Hongarije.
In 2010 verscheen zijn eerste boek: Verdoofd, verkracht en besmet, dat ging over de Groninger hiv-zaak. In 2013 verscheen het boek Levenslang: de straf en de daders. In 2013 won hij ook de journalistiekprijs De Tegel voor de reconstructie van de rellen rond Project X in Haren in 2012. Dit met collega's van zijn oude werkgever Dagblad van het Noorden. Hij kreeg daarvoor in 2013 ook de NL Award.
Van Wely figureerde in diverse televisieprogramma's van RTL en SBS6 en is regelmatig te zien in talkshows en te horen op de radio. De programma's waren onder meer 6 Inside, Crime Desk, Nieuws van de Dag en de series De Jacht op de Mocromaffia en Costa del Crime (beide Videoland). In 2020 werd hij vaste crimegast bij het NPO Radio 2 programma De Wild in de Middag. Een van zijn specialisaties is onderzoek naar coldcasezaken. Hij zet zich in voor nabestaanden.
Op 10 februari 2022 kwam hij in het nieuws wegens meldingen van seksueel ongewenst gedrag. De werkgever van Van Wely, Mediahuis Nederland, verklaarde dat van Van Wely uit voorzorg geschorst is. Deze schorsing is na twee maanden beëindigd, waarna van Van Wely zijn werk hervatte. Van Wely gaf aan: "Ik realiseer mij dat ik met mijn handelen grenzen heb overschreden".
In 2025 speelde Van Wely het hoofd van de politie en tevens de Petrusherkenner in het televisieprogramma The Passion. Ook verscheen in dat jaar de door Van Wely gepresenteerde SBS6-uitzending Micks Misdaaddossier: The Pink Panthers en was hij meermaals te gast in Nieuws van de Dag.
In augustus 2025 werd de arbeidsovereenkomst van Van Wely met De Telegraaf beëindigd na herhaald grensoverschrijdend gedrag. Na een incident in de nacht van 31 juli op 1 augustus 2025, waarbij Van Wely een seksueel getinte chat voerde met een bron, stelde Mediahuis vast dat hij de gedragscode van het bedrijf opnieuw geschonden had. 